# Svämkägla

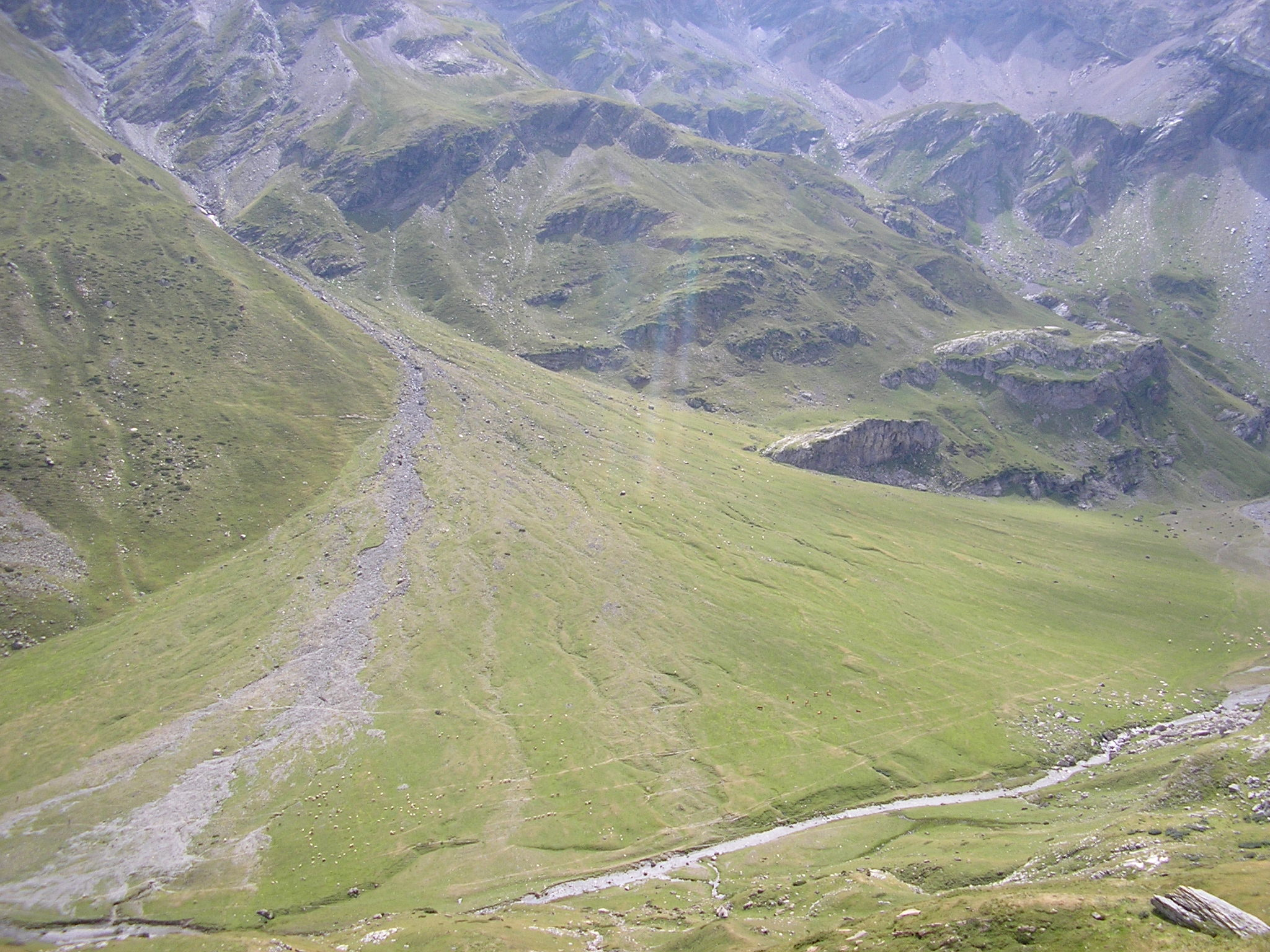
En svämkägla i franska Pyrenéerna.

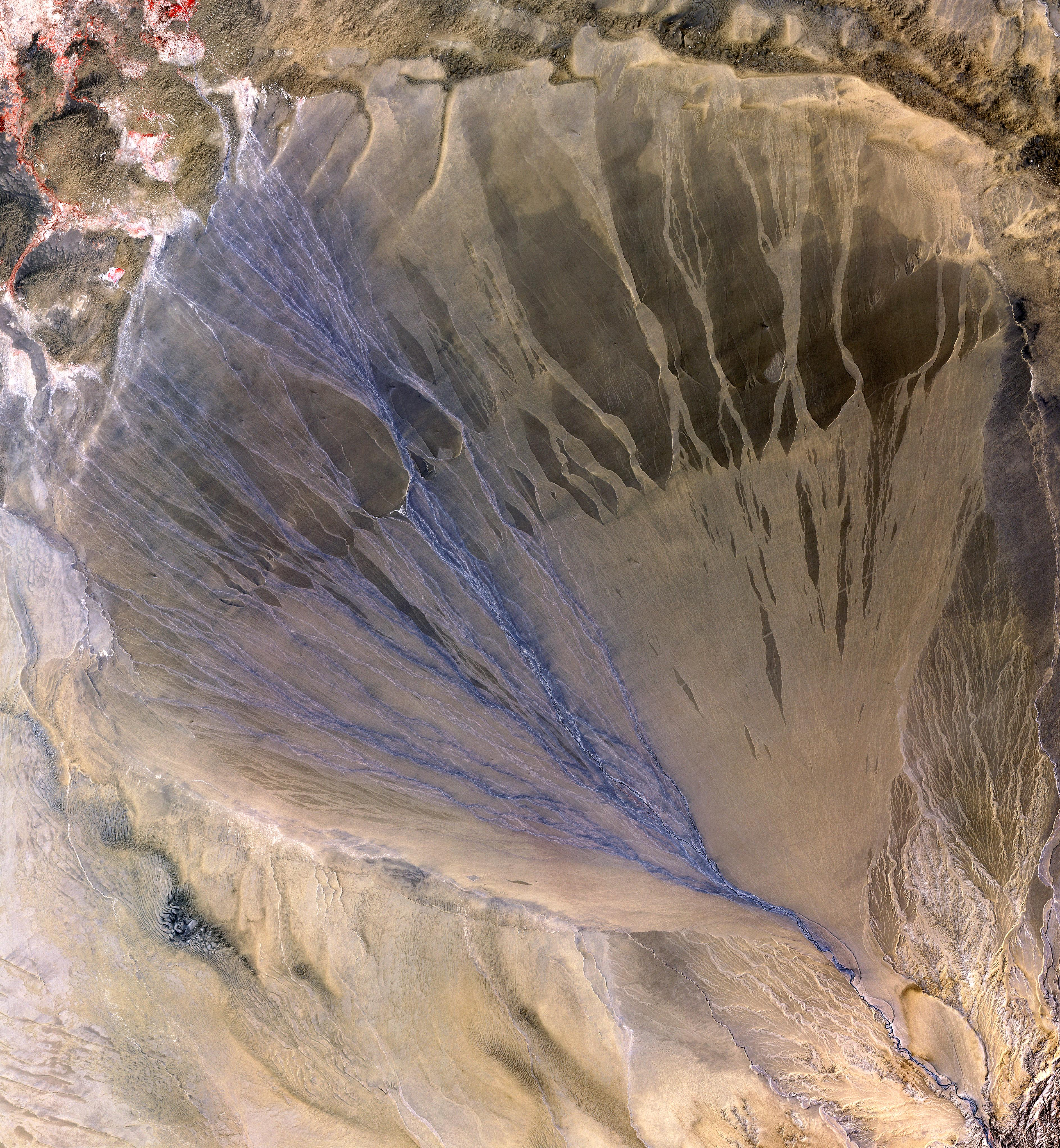
Stor svämkägla i Kina vid ökenområdet Takla Makan mellan bergstrakterna Kunlun och Altun Shan.

En svämkägla är en avlagring av sediment i formen av en kon eller en solfjäder.
En svämkägla bildas ofta tidvis där ett vattendrag får ett förminskat flöde. Vattnets kraft räcker inte längre till för att föra med småsten eller olika jordarter. Avlagringen är typisk när ett vattendrag kommer från en liten dalgång och når en bred bassäng. Vattnet rör sig sedan inte lika snabbt och en del upptas av grunden. Vattendraget får på en svämkägla ofta flera förgreningar och det bildas höga flodbankar med sand eller grus. Beroende på vattendraget är svämkäglor några tio meter eller upp till 20 km långa. Under tider med översvämningar kan en svämkägla delas upp och senare kan nya käglor bilda terrasser. Likaså kan en svämkägla bildas när ett sedimentrikt vattendrag mynnar i en större flod med långsamt massflöde. Den större floden förflyttas i så fall bort från det mindre vattendraget.
I Alperna bildades de flesta svämkäglor efter senaste istiden. De blev ofta en omtyckt plats för bosättningar på grund av att översvämningsfaran var mindre än i djupa dalgångar. Under naturliga förhållanden ändrar vattendraget ofta sin position. Vid samhällen skapades därför en konstgjord flodbädd. Efter stora regnmängder räcker konstruktionen inte till och omkringliggande byggnader översvämmas.
På topografiska kartor är en svämkägla synlig genom halvcirkelformiga höjdlinjer med utsidan mot vattendragets nedre lopp.